# Nicolas Wouters
Pour les articles homonymes, voir Wouters.
Nicolas Wouters, né le 27 juin 1984 à Bruxelles (province de Brabant) est un scénariste de bande dessinée et enseignant belge.

## Biographie
Nicolas Wouters naît le 27 juin 1984 à Bruxelles.
Il effectue une licence en communication à l'université catholique de Louvain. Puis il s'oriente vers la narration avec un master en écriture de scénario à l’Institut des arts de diffusion. Alors qu’il est encore aux études, il coordonne des projets culturels  tels le théâtre, le slam ou encore des festivals dont notamment Horizons BD à Bruxelles et le festival de BD Fumetto et il assure l’écriture ainsi que la mise en scène de plusieurs pièces de théâtre dans le circuit amateur. En 2009, il quitte son emploi dans un centre culturel pour se consacrer pleinement à sa passion pour le neuvième art,. Il intègre l’option bande dessinée de l’Institut Saint-Luc de Bruxelles d'où il sort bachelier en bande dessinée. C'est à l'âge de 29 ans qu'il écrit son premier scénario de bande dessinée. En collaboration avec le dessinateur berlinois Mikaël Ross qu'il a rencontré à Saint-Luc, Les Pieds dans le béton, est publié aux Éditions Sarbacane en mars 2013. De retour en Belgique après deux années passées en Suisse où il vivait à Zurich, il publie en 2016 Exárcheia-L’orange amère, pour Futuropolis et Totem chez Sarbacane. Cet ouvrage lui vaut d'être récipiendaire du prix pépite des grands 2016 au salon du livre et de la presse jeunesse de Montreuil qu'il partage avec Mikaël Ross. En parallèle, il mène une thèse de doctorat auprès de l'UCLouvain sur la mise en discours des souvenirs dans le cinéma d'animation documentaire.
En 2018, il écrit Les Égarés de Déjima pour le dessinateur suisse Michele Foletti publié aux éditions Sarbacane.
Un album qui conte les aventures d’un jeune aristocrate hollandais passionné par la maîtrise de l’art Zen et de son acolyte, un samouraï un peu fou, dans le Japon mystérieux et interdit de la fin du XVIIIe siècle. En 2020, il achève son doctorat.
Il entame une collaboration avec la dessinatrice Mathilde Van Gheluwe pour créer Magda Cuisinière intergalactique, une série jeunesse, en trois tomes, mettant en scène une miss catastrophe de 12 ans, qui a un don pour inventer accidentellement des recettes uniques et exquises. Le premier tome intitulé Le Grand Tournoi, paraît au format comics, cette fois en changeant d'éditeur aux éditions Sarbacane en 2022. Pour le critique Benjamin Roure de BoDoï est « le meilleur album jeunesse de la rentrée ». Le deuxième tome Le Combat des cheffes est publié l'année suivante. Cet album est favorablement reçu par le critique du site BD Gest', qui écrit : « L'intrigue est riche en mystère et en inventivité, c'est une véritable bouffée d'air frais dans le paysage de la BD actuelle. Vivement le troisième et dernier tome ! ». Le dernier tome Par-delà les étoiles paraît en 2024. Pour Télérama, il « clôt une des plus belles séries jeunesse de ces dernières années : Magda, cuisinière intergalactique est une trilogie palpitante et émouvante, engagée et gourmande, qui raconte un concours culinaire entre jeunes représentants de différentes planètes. [...] Outre les fascinantes séquences de cuisine à base d’ingrédients cosmiques, la grande force de cette bande dessinée est de s’appuyer sur de jeunes personnages complexes, tant dans leurs tourments que dans leurs relations aux adultes, et de les faire évoluer avec subtilité, malgré le rythme haletant et les nombreux rebondissements ». L'album figure dans la sélection officielle du Festival d'Angoulême 2025 concourant dans la catégorie jeunesse.
Parallèlement, il enseigne à l'IAD, à l'ESA Saint-Luc et à l'École de recherche graphique.

### Vie privée
Il vit et travaille à Bruxelles en 2017.

## Œuvres

### Albums de bande dessinée
- Les Pieds dans le béton[7],[8], Éditions Sarbacane, Paris, 6 mars 2013
Scénario : Nicolas Wouters - Dessin et couleurs : Mikaël Ross -  (ISBN 9782848656014)
- Exárcheia - L'Orange amère[9],[10], Futuropolis, Paris, 25 août 2016
Scénario : Nicolas Wouters - Dessin et couleurs : Dimitrios Mastoros -  (ISBN 9782754811415)
- Totem[11], Sarbacane, Paris, 22 août 2018
Scénario : Nicolas Wouters - Dessin et couleurs : Mikaël Ross -  (ISBN 9782377310456)
- Les Égarés de Déjima[12],[13], Sarbacane, Paris, 22 août 2018
Scénario : Nicolas Wouters - Dessin et couleurs : Michele Foletti -  (ISBN 978-2-377-31045-6)

#### Magda Cuisinière intergalactique
- 1. Le Grand Tournoi[15],[19], Éditions Sarbacane, Paris, 7 septembre 2022
Scénario : Nicolas Wouters - Dessin et couleurs : Mathilde Van Gheluwe -  (ISBN 978-2-377-31774-5),Format comics. 149 pages.
- 2. Le Combat des cheffes[16],[20],[21], Éditions Sarbacane, Paris, 5 avril 2023
Scénario : Nicolas Wouters - Dessin et couleurs : Mathilde Van Gheluwe -  (ISBN 978-2-377-31798-1),,Format comics. 168 planches.
- 3. Par-delà les étoiles[22],[23], Éditions Sarbacane, Paris, 3 avril 2024
Scénario : Nicolas Wouters - Dessin et couleurs : Mathilde Van Gheluwe -  (ISBN 978-2-377-31799-8),Format comics.

### Écrits
- Elle ne parlait jamais du Congo[24],[25], Service général des lettres et du livre Wallonie-Bruxelles, 2017,Plaquette publiée et diffusée dans le cadre de la Fureur de lire.

## Prix et distinctions
- 2016 :  prix pépite des grands décerné lors du salon du livre et de la presse jeunesse de Montreuil pour Totem et partagé avec Mikaël Ross ;
- 2017 :  prix Rudolph Dirks[26] de la meilleure publication jeunesse pour Totem et partagé avec Mikaël Ross.

#### Livres
- Thierry Bellefroid et Jean-Marie Derscheid, « Wouters Nicolas Dessinateur - Scénariste », dans 77 auteurs de bande dessinée en Wallonie et à Bruxelles, Bruxelles, Wallonie-Bruxelles International, 2017, 128 p. (ISBN 2-930071-83-4, lire en ligne), p. 108.
- Philippe Mellot, Michel Denni, Laurent Turpin et Isabelle Morzadec, Trésors de la bande dessinée : BDM 2025-2026 - Catalogue encyclopédique et Argus, Paris, Les Arènes, novembre 2024, 24e éd., 1839 p., ill. ; 23 cm (ISBN 979-10-37512-61-1, OCLC 1478218824, présentation en ligne), p. 476, 518, 871, 1095, 1502.

#### Périodiques
- Nicolas Wouters et Michele Foletti (interviewés par Marie Laverre), « Focus - Les égarés de Déjima : Les égarés de Déjima - Quand le Japon faisait sa révolution », dBD, no 126,‎ septembre 2018, p. 44-47 (ISSN 1951-4050).

#### Articles
- Nicolas Wouters et Mathilde Van Gheluwe (interviewés par Chloé Lucidarme et Nicolas Raduget), « Dans la bulle de… Mathilde Van Gheluwe et Nicolas Wouters », La Ribambulle,‎ 24 février 2025 (lire en ligne, consulté le 26 avril 2025).

### Vidéographie
- [vidéo] « Nicolas Wouters - Totem », sur YouTube, interview réalisée au salon du livre et de la presse jeunesse de Montreuil le 13 janvier 2017.